# 山口正志
山口 正志（やまぐち まさし、1967年8月17日 - ）は、日本の映画プロデューサー、キャスティング、キャスティングプロデューサー、キャスティングディレクター。映像制作会社の有限会社楽映舎キャスティング部所属。

## 経歴
- 1967年　東京都生まれ。
- 1986年　俳優 渡辺典子のマネージャーとしてスタートし、その後 墨田ユキ、山本太郎、小木茂光、真田広之 などを担当する
- 1999年　俳優、アーティストのマネージメント会社として有限会社トライベッカ設立。設立に伴い映画中心のキャスティング業務を開始
- 2007年　貸しスタジオ＆ロケスペース運営会社　株式会社GOERS設立
- 2017年　LINGUA FRANCA株式会社と業務提携
- 2020年　映像制作会社　有限会社楽映舎キャスティング部に所属

## 映画作品
- LOVE SONG（2001年）キャスティング
- 修羅雪姫（2001年）キャスティング
- 仄暗い水の底から（2002年）キャスティング
- ラストシーン（2001年）キャスティング
- 恋に唄えば♪（2002年）キャスティング
- 呪怨（2003年）キャスティング
- COSMIC RESCUE（2003年）キャスティングプロデューサー
- 呪怨2（2003年）キャスティング
- ロッカーズ（2003年）キャスティングプロデューサー
- 感染 （2004年）キャスティング
- 予言（2004年）キャスティング
- Do Androids Dream of Electric Santa? （2004年）キャスティング
- ノロイ （2004年）キャスティング
- THE JUON 呪怨 （2005年）キャスティング
- いぬのえいが （2005年）キャスティング
- 劇場版 ナニワ金融道 灰原勝負! 起死回生のおとしまえ!!（2005年）キャスティングプロデューサー
- 奇談 （2005年）キャスティング
- 輪廻 （2006年）キャスティング
- ウォーターズ （2006年）キャスティングプロデューサー
- まばたき 第28回ぴあフィルムフェスティバル 審査員特別賞 （2006年）キャスティング
- 犬神家の一族 （2006年）キャスティング
- THE GRUDGE2 （全米2006年）キャスティング
- 子宮の記憶 ここにあなたがいる （2007年）キャスティング、製作
- 叫 （2007年）キャスティング
- 怪談 （2007年）キャスティング
- M （2007年）キャスティング
- SHUTTER （全米2008年）キャスティング
- R246 STORY-弁当夫婦-（2008年）キャスティング
- 224466
- ありふれた帰省
- 弁当夫婦
- JIROル -伝説のYO・NA・O・SHI- （2008年）
- DEAD NOISE （2008年）
- キズモモ。 （2008年）キャスティング
- BATON （2009年）キャスティング、プロデューサー
- 呪怨 白い老女 （2009年）キャスティング
- 呪怨 黒い少女 （2009年）キャスティング
- GOEMON （2009年）キャスティング
- 沈まぬ太陽 （2009年）キャスティングプロデューサー
- 恐怖 （2010年）キャスティング
- ソフトボーイ （2010年）キャスティングプロデューサー
- BANDAGE バンデイジ （2010年）キャスティングプロデューサー
- KG カラテガール （2011年）キャスティングプロデューサー
- サルベージ・マイス （2012年）キャスティングプロデューサー
- 犬とあなたの物語 いぬのえいが （2011年）キャスティング
- 日本列島 いきものたちの物語 （2012年）キャスティングプロデューサー
- ウタヒメ 彼女たちのスモーク・オン・ザ・ウォーター （2012年）キャスティングプロデューサー
- めめめのくらげ （2013年）キャスティングプロデューサー
- カルト （2013年）キャスティング
- 高速ばぁば （2013年）キャスティング
- 森山中教習所 （2016年）キャスティングプロデューサー
- アタシラ。 （2017年）プロデューサー
- リケ恋〜理系が恋に落ちたので証明してみた。〜 （2019年）キャスティングプロデューサー
- BACK STREET GIRLS ゴクドルズ （2019年）キャスティングプロデューサー
- アパレルデザイナー （2020年）キャスティング協力
- 太陽の家 （2020年）キャスティングプロデューサー
- いけいけ!バカオンナ〜我が道を行け〜 （2020年）キャスティングプロデューサー
- 恋する男たち （2020年）プロデューサー
- 初恋 （2020年）キャスティング
- みをつくし料理帖 （2020年）キャスティングプロデューサー
- 子供はわかってあげない （2020年）キャスティング
- いとみち （2021年）キャスティング協力
- シグナチャー～日本を世界の銘醸地に～ （2022年）キャスティングプロデューサー
- サラリーマン金太郎 【暁】編／【魁】編（2025年）キャスティングプロデューサー
- 366日 （2025年）キャスティングプロデューサー
- BLUE FIGHT 〜蒼き若者たちのブレイキングダウン〜（2025年）キャスティングプロデューサー

## ドラマ作品
- マーメイドの季節（2001年）キャスティング
- バベル（BSフジ2002年）キャスティングプロデューサー
- リフレインが叫んでる（2007年）キャスティングプロデューサー
- バイバイ、ベアー〜⻘い エアメイル（200７年）キャスティングプロデューサー
- 新年好（シンニェンハオ）︕〜A HAPPY NEW YEAR（200７年）キャスティングプロデューサー
- 偽りの代償 〜Camouflage（2008年）キャスティングプロデューサー
- 恋愛約束（2008年）キャスティング
- 恋ばな（2009年）キャスティング
- コードネームミラージュ（テレビ東京2017年）キャスティングプロデューサー
- 隙間男（2019年）キャスティングプロデューサー
- ビッ友×戦士 キラメキパワーズ!（2021年）キャスティングプロデューサー
- リズスタ -Top of Artists!-（2022年）キャスティングプロデューサー
- 警部補ダイマジン（テレビ朝日2023年）キャスティング
- ハコビヤ（テレビ東京系列2024年）キャスティング
- 君が獣になる前に（テレビ東京系列2024年）キャスティング
- 牙狼-GARO- ハガネを継ぐ者（TOKYO MX、BS日テレ2024年）キャスティング

## DVD作品
- スプラッシュ！（2004年）キャスティング
- 本当は怖い童謡『かごめかごめ』（2008年）キャスティング
- 本当は怖い童謡『あめふり』（2008年）キャスティング
- 本当は怖い童謡『花いちもんめ』（2008年）キャスティング
- 本当は怖い童謡『通りゃんせ』（2008年）キャスティング

## 舞台製作作品
- 東京深夜舞台　第6回公演 「東京想い出銀⾏」 2010.1.30公演（2009年～）製作
- バンダラコンチャ（2011年～）製作

## TV CM
- 美食酒家 「ちゃんと。」（キャスティング、製作）

## ミュージック・ビデオ
- DREAMS COME TRUE『大阪LOVER』／『あなたと同じ空の下』（キャスティング）